# Dieter Gallwitz

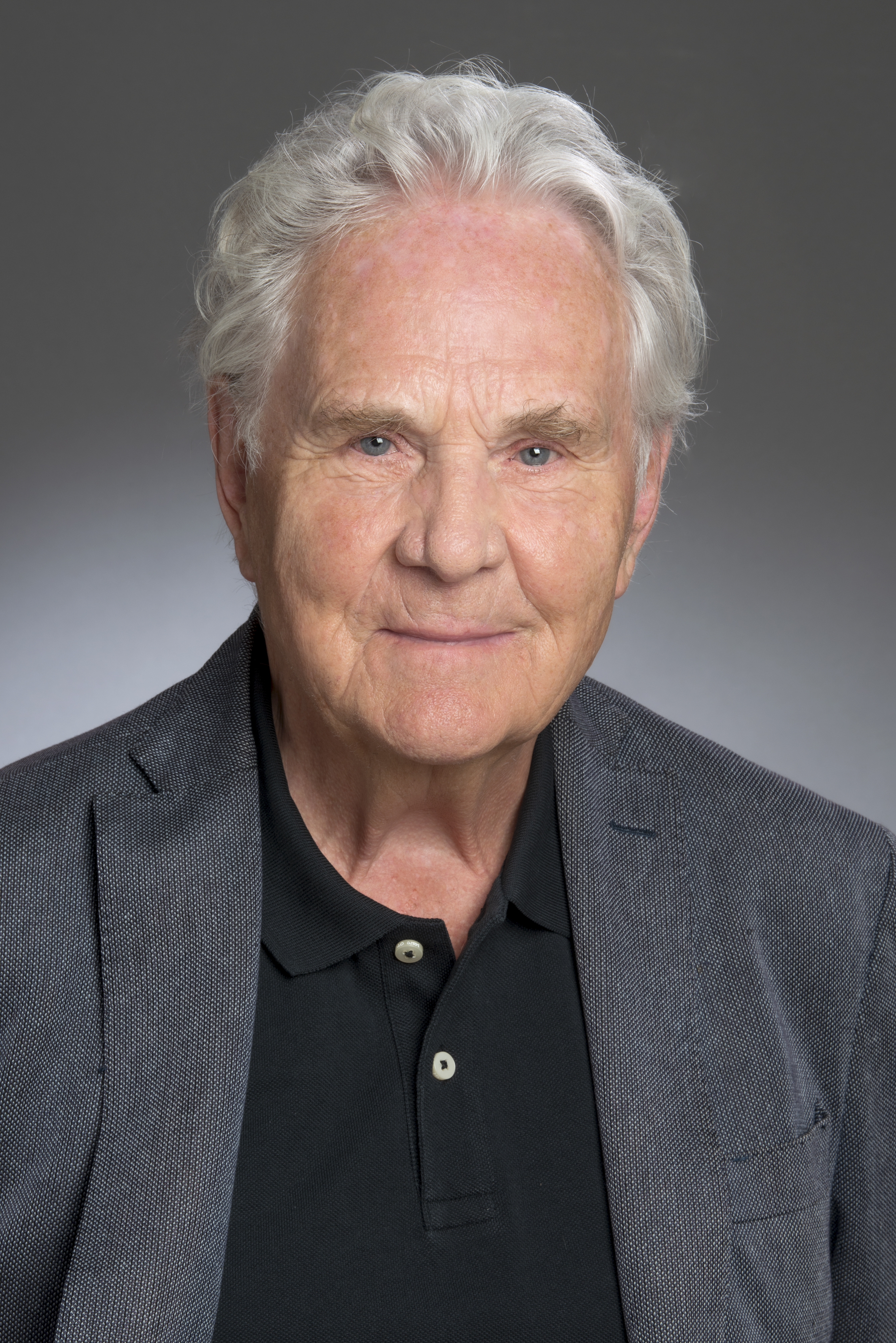
Dieter Gallwitz, ehemaliger Direktor der Abteilung Molekulare Genetik am Max-Planck-Institut für biophysikalische Chemie

Dieter Gallwitz (* 9. Oktober 1937 in Frankfurt/Oder) ist ein deutscher Biochemiker und Molekularbiologe. Von 1986 bis zu seiner Emeritierung 2004 war er Direktor der Abteilung Molekulare Genetik am Max-Planck-Institut für biophysikalische Chemie (seit 2022 Max-Planck-Institut für Multidisziplinäre Naturwissenschaften) in Göttingen.

## Leben und Wirken
Nach dem Abitur 1955 in Frankfurt/Oder studierte Gallwitz bis 1962 Medizin an den Universitäten Greifswald, Leipzig und Frankfurt am Main, wo er 1964 promoviert wurde. Von 1965 bis 1967 arbeitete er als Postdoktorand am Physiologisch-Chemischen Institut der Universität Marburg und von 1967 bis 1969 am McArdle Laboratory der University of Wisconsin in Madison, Wisconsin, USA. Ende 1969 kehrte er an die Universität Marburg zurück, wo er nach seiner Habilitation (1970) seit 1971 als Professor für Physiologische Chemie lehrte und forschte. 1977 war er Visiting Professor am Department of Biochemistry and Biophysics an der University of California in San Francisco, und 1995 Foreign Scholar am Department of Cellular and Molecular Medicine an der University of California in San Diego, California, USA. Seit 1990 ist er zudem Honorarprofessor an der Universität Göttingen.
Gallwitz ist verheiratet mit Brigitte Gallwitz (geb. Campen), mit der er zwei gemeinsame Töchter hat.
Die frühen Arbeiten von Gallwitz führten zu bedeutenden Erkenntnissen auf den Gebieten chemischer Modifizierungen von Proteinen und der Kopplung von DNA- und Histonbiosynthese während des Zellzyklus in Säugerzellen. Seit den späten 1970er Jahren galt der Fokus seiner biochemischen, molekulargenetischen und klassisch genetischen Arbeiten verschiedenen Lebensprozessen des eukaryoten Modellsystems Bäckerhefe (Saccharomyces cerevisiae). In dem nicht beweglichen, einzelligen Organismus identifizierte er bereits 1979 das dem Muskelprotein ähnliche Actin durch Isolierung und Sequenzierung des entsprechenden Gens.
Er ist der Mitentdecker von Introns in protein-codierenden Genen und von spezifischen Intronsequenzen, die für das Entfernen von Introns (Spleißen) aus mRNA-Vorstufen in allen eukaryoten Zellen notwendig sind.
Mit seinen Mitarbeitern konnte er darüber hinaus zahlreiche Komponenten des vesikulären Proteintransports identifizieren und charakterisieren, die später auch in menschlichen Zellen mit ähnlicher Struktur und Funktion nachgewiesen wurden. Dazu gehören u. a. die von ihm entdeckten Ras-verwandten Ypt/Rab-GTPasen  und Enzyme, die deren Aktivität regulieren.

## Auszeichnungen
Dieter Gallwitz ist gewähltes Mitglied der European Molecular Biology Organization (1983), der Academia Europaea (1991) und der American Academy of Microbiology (2000). 1986 wurde er mit dem Aronson-Preis für Mikrobiologie und Immunologie des Landes Berlin, 2002 mit der Virchow Lecture und der Virchow Medaille der Universität Würzburg, ausgezeichnet.

## Publikationen (Auswahl)
- D. Gallwitz, I. Sures: Structure of a split yeast gene: complete nucleotide sequence of the actin gene in Saccharomyces cerevisiae. In: Proc. Natl. Acad. Sci. USA. 77. Jahrgang, Nr. 5, 1980, S. 2546–2550, doi:10.1073/pnas.77.5.2546 (englisch).
- C. J. Langford, C. Donath, C. Sander: A yeast gene encoding a protein homologous to the human c-has/bas proto-oncogene product. In: Nature. 306. Jahrgang, 1983, S. 704–707, doi:10.1038/306704a0 (englisch).
- D. Gallwitz, D. Gallwitz: Evidence for an intron-contained sequence required for the splicing of yeast RNA polymerase II transcripts. In: Cell. 33. Jahrgang, 1983, S. 519–527, doi:10.1016/0092-8674(83)90433-6 (englisch).
- H. Haubruck, R. Prange, C. Vorgias, D. Gallwitz: The ras-related mouse ypt1 protein can functionally replace the YPT1 gene product in yeast. In: EMBO J. 8. Jahrgang, 1989, S. 1427–1432, doi:10.1002/j.1460-2075.1989.tb03524.x (englisch).
- M. Wichmann, L. Hengst, D. Gallwitz: Endocytosis in yeast: Evidence for the involvement of a small GTP-binding protein (Ypt7). In: Cell. 71. Jahrgang, 1992, S. 131–142, doi:10.1016/s0092-8674(05)80062-5 (englisch).
- M. Strom, P. Vollmer, T. J. Tan, D. Gallwitz: A yeast GTPase-activating protein that interacts specifically with a member of the Ypt/Rab family. In: Nature. 361. Jahrgang, 1993, S. 736–739, doi:10.1038/361736a0 (englisch).
- T. Lazar, M. Götte, D. Gallwitz: Vesicular transport in yeast: how many Ypt/Rab-GTPases make a eukaryotic cell? In: Trends Biochem. Sci. 22. Jahrgang, 1997, S. 468–472, doi:10.1016/s0968-0004(97)01150-x (englisch).